# Гудуин, Гордон
Гордон Гудвин (англ. Gordon Goodwin), также известен как Гордон Л. Гудвин (англ. Gordon L. Goodwin), (1954, Вичита, Канзас, США) — американский пианист, саксофонист, композитор, аранжировщик и дирижёр. Он является лидером «Big Phat Band», преподаёт на факультете музыкального колледжа Лос-Анджелеса. Получил награды «Grammy Awards» и «Daytime Emmy Award», получил более двадцати номинаций «Грэмми» за свои композиции и аранжировки.

## Ранние годы
Гордон Гудвин родился в городе Вичита, штат Канзас. Он написал свою первую композицию для биг-бэнда, которая называлась «Hang Loose», учась ещё в 7-м классе школы. Продолжил своё музыкальное образование в Кал-Сентерридж с Джоэлем Личем и Биллом Калкинсом. После окончания колледжа Гудуин был занят как музыкант в тематическом парке Диснейленда в Анахайме, штат Калифорния. Впоследствии, Дисней обратился к нему с целью записать музыкальное шоу на телепередачи «Клуб Микки Мауса», включая Бритни Спирс и Кристину Агилеру. Позже Гудуин был приглашён в группу Луи Белсона, где играл с Питом Христлибом и Доном Мэнзо. Гордон продолжал играть с Лесом Хупером и Грантом Гайсманом.

## «Big Phat Band»
С тех пор популярность Гудвина и его группы «Big Phat Band» на американской музыкальной сцене существенно выросла. В группе Гудуин играет на фортепиано, а иногда и на сопрано- и тенор-саксофоне. Эта группа объединила таких музыкантов, как Уэйн Бержерон, Эрик Мариенталь и Энди Мартин. Все музыкальные композиции написаны или адаптированы Гордоном Гудуином. Несколько его песен исполнялись на старых джазовых мелодиях: ярким примером является «Sing, Sang, Sung», который имитирует знаменитую песню Луи Прима «Sing, Sing, Sing».
Под руководством Гудуина группа выпустила шесть альбомов: «Swingin' for the Fences», который получил две номинации «Grammy», и «XXL», который получил три награды. «Phat Pack» вышел 13 июня 2006 года, а «Bah, Humduck! Looney Tunes Christmas» также был выпущен в 2006 году. «Act Your Age» был выпущен 30 сентября 2008 года, за «That’s How We Roll», вышедший 12 апреля 2011 года, Гудуин получил «Грэмми» в 2012 году за лучшую инструментальную композицию для аранжировки «Рапсодии в блюзовых тонах» Джорджа Гершвина.

## Популярная культура
Гудуин озвучивал следующие фильмы: «Мажестик», «Дорога славы», «Сокровище нации», «Вспоминая Титанов», «Армагеддон», «Звёздный путь: Возмездие», «Суперсемейка», «Напряги извилины», «Змеиный полёт», «Ведьмина гора», «Тренер Картер», «Плохие парни 2», «Воздушная тюрьма», «Угнать за 60 секунд», «Нападение помидоров-убийц» и «Враг государства». Его работа на телевидении включает музыку для телесериалов «Озорные анимашки», «Пинки и Брейн», «Приключения Тома и Джерри», «Histeria», «Road Rovers» и «Фриказоид!». Его история записи включает выступления с такими художниками, как Мел Торме, Рэй Чарльз и Кристина Агилера. Сам Гудуин получил много престижных наград, включая «Грэмми» за лучшую инструментальную композицию в художественном фильме «Суперсемейка». Он также является трёхкратным победителем «Эмми».
Гудуин также был приглашённым дирижёром для таких коллективов, как Лондонский симфонический оркестр и Симфонический оркестр Сиэтла. Гудуин написал оригинальный саундтрек к традиционному ежегодному празднику «Haunted Mansion Holiday», для мультфильма «Кошмар перед Рождеством» в особняке с привидениями («The Haunted Mansion») в Диснейленде. Позже его мелодию заменил саундтрек, написанный Джоном Дебни, но некоторые результаты его труда остаются и сегодня.

## Сотрудничество с музыкальными компаниями
Его музыку публикуют такие компании, как «Hal Leonard», «Alfred Publishing» и «Walrus Music».

## Награды и отличия

### Премия «Грэмми»
- Best Instrumental Arrangement: «The Incredits» (2005), «Rhapsody in Blue» (2011), «On Green Dolphin Street» (2013)
- Best Large Jazz Ensemble Album: Life in the Bubble (2014)

### Номинации премии «Грэмми»
- Best Large Jazz Ensemble Album: XXL (2003), Act Your Age (2008)
- Best Instrumental Composition: «Sing, Sang, Sung» (2000), «Hunting Wabbits» (2003), «Hit the Ground Running» (2008), «Hunting Wabbits 3 (Get Off My Lawn)» (2011), «California Pictures for String Quartet» (2013), «Life in the Bubble» (2014)
- Best Instrumental Arrangement: «Bach 2 Part Invention in D Minor» (2000), «Attack of the Killer Tomatoes» (2006), «Yo Tannenbaum» (2007), «Yesterdays» (2008), «Salt Peanuts! (Mani Salado)» (2012)
- Best Instrumental Arrangement Accompanying Vocalist(s): «Comes Love» (2003)
- Best Arrangement, Instrumental or A Cappella: «Get Smart» (2014)
- Best Arrangement, Instruments and Vocals: «Party Rockers» (2014), «Do You Hear What I Hear?» (2016)[4]

### Дневная премия «Эмми»
- Music Direction and Composition, Animaniacs (1998, 1999)[5][6]
- Outstanding Achievement in Music Direction and Composition, Histeria! (2000)[7]

### Почести
- Гудуин был посвящён в мужское музыкальное братство «Phi Mu Alpha Sinfonia» в качестве национального почётного члена на 55-м Национальном конгрессе в Новом Орлеане, Луизиана, 2015 г[8].

## Дискография
- Swingin' for the Fences (Immergent, 2001)
- XXL (Silverline, 2003)
- The Phat Pack (Silverline, 2006)
- Bah, Humduck! A Looney Tunes Christmas (Immergent, 2006)
- Act Your Age (Immergent, 2008)
- Dave Siebels With: Gordon Goodwin’s Big Phat Band (PBGL, 2009)
- That’s How We Roll (Telarc, 2011)
- Life in the Bubble (Telarc, 2014)
- A Big Phat Christmas (Allegro, 2015)[9]